# Reconstruction de l'Ukraine
La reconstruction de l'Ukraine est le processus de réparation des dommages causés par l'invasion de l'Ukraine qui ont lieu pendant cette guerre et qui auront vraisemblablement lieu également après celle-ci.

## Coûts de la reconstructions
Le premier ministre ukrainien Denys Chmygal a déclaré lors de la conférence de Lugano en Suisse que la reconstruction de l'Ukraine aura un coût de 750 milliards de dollars.
La Banque mondiale a quant à elle estimée que le coût de la reconstruction serait de 350 milliards d'euros.

## Financement de la reconstruction
Chmygal a déclaré qu'une « source clé » de financement pourrait être la saisie des avoirs de la Russie et des oligarques russes gelés dans le cadre des sanctions internationales contre Moscou.
Pour Josep Borrell c'est également la Russie qui doit payer pour la reconstruction du pays.

## Sources et références
1. ↑  « La reconstruction de l'Ukraine sera un "défi pour des générations" », sur euronews, 25 octobre 2022 (consulté le 22 novembre 2022)
2. 1 2  « Ukraine : le coût de la reconstruction estimé à 750 milliards de dollars par le Premier ministre », sur LEFIGARO, 4 juillet 2022 (consulté le 22 novembre 2022)
3. ↑  « La reconstruction de l'Ukraine "doit commencer maintenant", affirme Scholz », sur France 24, 25 octobre 2022 (consulté le 22 novembre 2022)
4. ↑  « Josep Borrell: "La Russie doit payer pour la reconstruction" de l'Ukraine » (consulté le 22 novembre 2022)